# ابراهیم (سلطان کلانتان)
سلطان ابراهیم ابن المرحوم سلطان محمد چهارم (جاوی: سلطان إبراهیم ابن المرحوم سلطان محمد ۴؛ زادهٔ ۹ اکتبر ۱۸۹۷ – درگذشت ۹ ژوئیهٔ ۱۹۶۰) کی‌سی‌ام‌جی (KCMG) از سال ۱۹۴۴ تا ۱۹۶۰ سلطان کلانتان بود.
او که در ایستانا بالای بسار در کوتا بهارو بدنیا آمد، پدرش سلطان محمد چهارم، سلطان کلانتان و مادرش سلطانه زینب بنت نیک وان محمد امین بود. در روز ۲۲ ژوئن ۱۹۱۱، پدرش به او عنوان «تنگکو سری ایندرا مهکوتا کلانتان» اعطاء کرد و در روز ۲۱ آوریل ۱۹۲۱ جانشین بلافصل گردید.